# Giovanni De Carli
Giovanni De Carli (Milano, 23 aprile 1903 – Milano, 6 novembre 1980) è stato un calciatore italiano, di ruolo portiere.

## Carriera
Giocò in Prima Divisione con il Milan.
Difese la porta del Bari Football Club (Liberty) nella stagione 1927-1928 sempre in serie cadetta, centrando la promozione in Divisione Nazionale (nel corso della stessa stagione il Bari FC, incorporando l'Ideale Bari, divenne US Bari).
Successivamente giocò in Serie B nei Vigevanesi e in Serie A con la Pro Patria.